# Richard Norris Williams
Richard Norris (Dick) Williams, II  (Genève, 29 januari 1891 – Philadelphia, 2 juni 1968) was een tennisspeler uit de Verenigde Staten. Hij overleefde als passagier de scheepsramp van de Titanic. Op het reddingsschip de Carpathia wilde de artsen zijn benen afzetten vanwege bevriezingsverschijnselen, maar dat weigerde Williams. Hierna diende hij het Amerikaanse leger gedurende de Eerste Wereldoorlog, waarbij hij ook de Croix de Guere toegekend heeft gekregen. Hij won zowel in 1914 als in 1916 het enkelspel op de US Championships en behaalde op Wimbledon in 1920 de halve finale in het enkelspel, tijdens hetzelfde toernooi won Williams samen met Chuck Garland het herendubbelspel. Samen met Vincent Richards won hij in 1925 en 1926 het herendubbelspel op de US Championships. Williams won samen met Hazel Wightman de Olympische titel in het gemengd dubbelspel in 1924. Na afloop van deze spelen verdween tennis van het olympisch programma om pas in 1988 weer terug te keren, het gemengd dubbelspel moest wachten tot 2012. Williams won als onderdeel van het Amerikaanse team vijfmaal de Davis Cup.